# Ardisia nigrescens
Ardisia nigrescens Oerst. – gatunek roślin z rodziny pierwiosnkowatych (Primulaceae). Występuje naturalnie w Meksyku, Belize, Gwatemali, Hondurasie oraz Nikaragui. 

## Morfologia
PokrójZimozielone drzewo lub krzew. Dorasta do 4–8 m wysokości.
LiścieBlaszka liściowa ma podługowaty, podługowato-eliptyczny lub lancetowaty kształt. Mierzy 5–18 cm długości oraz 2–7,5 cm szerokości, jest piłkowana na brzegu lub niemal całobrzega, ma tępą lub ostrokątną nasadę i spiczasty wierzchołek. Ogonek liściowy jest nagi i ma 3–15 mm długości.
KwiatyZebrane w wiechach wyrastających na szczytach pędów. Mają działki kielicha o owalnym kształcie i dorastające do 2–3 mm długości. Płatki są podługowato-eliptyczne i mają 7–10 mm długości.
OwocPestkowce mierzące 6-8 mm średnicy, o kulistym kształcie.

## Biologia i ekologia
Rośnie w lasach. Występuje na wysokości do 1000 m n.p.m.